# Есауленко, Константин Евгеньевич
Константин Евгеньевич Есауленко — советский государственный и политический деятель, председатель Нижнеамурского и Камчатского областных исполнительных комитетов.

## Биография
Родился в 1910 году. Член ВКП(б) с 1939 года.
С 1931 года — на общественной и политической работе. В 1931—1975 гг. — на комсомольской работе в Ташкенте и Куйбышеве,
в Политическом отделе Верхне-Амурского речного пароходства, в Хабаровском краевом комитете ВКП(б), 1-й секретарь Чукотского окружного комитета ВКП(б), 2-й секретарь Камчатского областного комитета ВКП(б), секретарь Областного комитета ВКП(б) Еврейской автономной области, начальник Политического отдела Амурского речного пароходства, председатель Исполнительного комитета Нижне-Амурского областного Совета, председатель Исполнительного комитета Камчатского областного Совета, начальник Главного управления Министерства рыбного хозяйства РСФСР, заместитель начальника Управления материально-технического снабжения Московского экономического района, уполномоченный Сибирского отделения ВАСХНИЛ.
Избирался депутатом Верховного Совета РСФСР 5-го созыва.
Умер в 1987 году.